# Montvalent
Montvalent ist eine südfranzösische Gemeinde mit 309 Einwohnern (Stand 1. Januar 2022) im Département Lot in der Region Okzitanien.

## Lage
Montvalent liegt auf dem Südufer der Dordogne gegenüber von Creysse. Bis zum mittelalterlichen Pilgerort Rocamadour sind es knapp 13 Kilometer (Fahrtstrecke) in südlicher Richtung. Die sehenswerten Orte Souillac und Carennac liegen etwa 23 Kilometer westlich bzw. 15 Kilometer östlich.

## Geschichte
Im ausgehenden 12. Jahrhundert wurde Montvalent von den Grundherren (seigneurs), den Vizegrafen von Brassac an die Vizegrafen von Turenne verkauft. Im Hundertjährigen Krieg (1337–1453) flüchtete ein Großteil der Bevölkerung des Ortes, der von 1372 bis 1379 von den Engländern besetzt war. Nach der Rückeroberung dauerte es jedoch annähernd 50 Jahre, bis der Ort wieder seinen alten Bevölkerungsstand erreicht hatte. Montvalent blieb bis ins 18. Jahrhundert hinein im Besitz der Vicomtes de Turenne; diese waren jedoch hoch verschuldet und mussten ihren Besitz im Jahr 1738 für 4,2 Millionen Livres an die französische Krone verkaufen.

## Bevölkerungsentwicklung
| Jahr      | 1962 | 1968 | 1975 | 1982 | 1990 | 1999 | 2006 | 2018 |
| Einwohner | 228  | 212  | 214  | 197  | 233  | 257  | 299  | 289  |

In der ersten Hälfte des 19. Jahrhunderts hatte Montvalent stets zwischen 800 und 1200 Einwohner; zu Beginn des 20. Jahrhunderts waren es noch über 600. Die Mechanisierung der Landwirtschaft und der daraus resultierende Verlust von Arbeitsplätzen sorgten für einen deutlichen Bevölkerungsrückgang.

## Wirtschaft
Montvalent war und ist noch immer in hohem Maße landwirtschaftlich geprägt, wobei die Viehzucht (Rinder, Schweine, Geflügel) eine dominierende Rolle spielt. Seit den 1960er Jahren spielt der Tourismus eine zunehmend bedeutsame Rolle im Wirtschaftsleben.

## Sehenswürdigkeiten

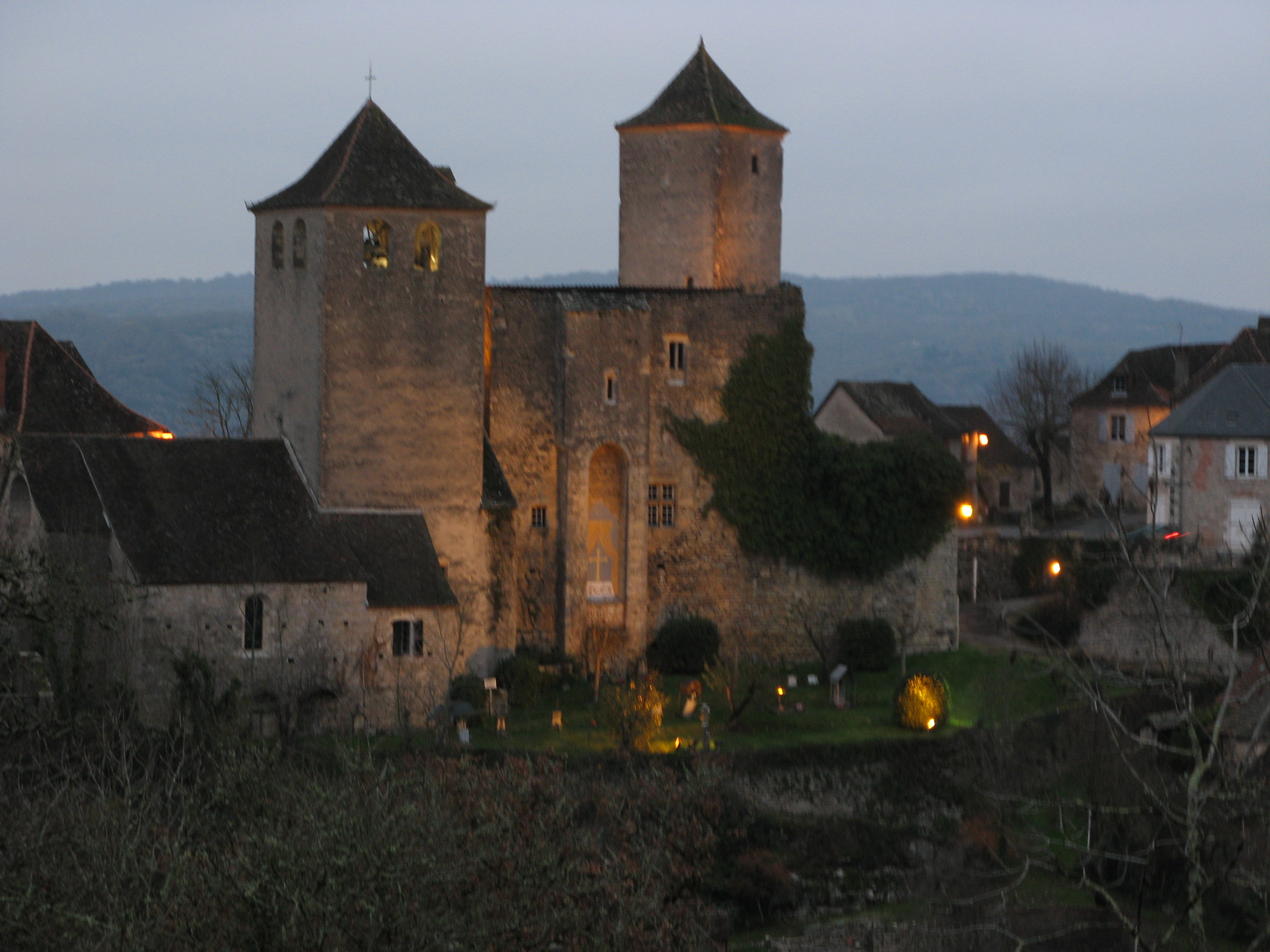
Kirche Saint-Christophe und Tour de Garde

- Die gotische Kirche (Église Saint-Christophe) aus dem 13. Jahrhundert steht in unmittelbarer Nachbarschaft zu einer in Ruinen liegenden Burg, als deren Kapelle sie vielleicht einst gedient hat. Der Kirchenbau wurde im 14. Jahrhundert um zwei Kapellenanbauten erweitert und im 19. Jahrhundert vollständig restauriert und überarbeitet. Die Kirche ist seit 1975 als Monument historique[1] anerkannt.
- Ein schlanker Wachturm (tour de garde), der niemals wie ein Bergfried (donjon) zu Wohnzwecken genutzt wurde, ist der letzte Überrest der ehemaligen Burg und steht gleich neben der Kirche.
- Eine kleine überdachte Markthalle steht inmitten des Ortes.
- In der Umgebung von Montvalent finden sich mehrere Taubenhäuser (pigeonniers).